# Liste von Schiffen der Reichsmarine
Die Liste von Schiffen der Reichsmarine enthält die Schiffe, die bei der deutschen Reichsmarine in Dienst standen. Dies war der Name der deutschen Marine von 1921 bis 1935.
Nach den Bestimmungen des Vertrags von Versailles durfte die Reichsmarine aber nur eine bestimmte Anzahl von Schiffen wieder in Dienst stellen. Es handelte sich um 6 Linienschiffe (plus 2 in Reserve), 6 Kreuzer (plus 2 in Reserve), 12 Zerstörer (plus 4 in Reserve), 12 Torpedoboote (plus 4 in Reserve), 38 Minensuchboote, 8 Tender und Bewacher, 8 Fischereischutzboote, 2 Vermessungsschiffe, 6 Peilboote und 1 Segelschulschiff. Sperrübungsfahrzeuge unterlagen keiner zahlenmäßigen Beschränkung. Aus dieser Vorgabe ergibt sich die Reihenfolge der Liste.
Ersetzt werden durften die alten Schiffe nach einer Dauer von 20 Jahren (für die großen Einheiten) oder 15 Jahren (für die kleineren Einheiten), gerechnet vom Stapellauf an (Artikel 190). Die Reichsmarine begann 1929 mit dem Bau von Panzerschiffen (Ersatz für Preußen, Stapellauf 1903), ab 1924 mit dem Ersatz der Kreuzer (Ersatz für Niobe, Stapellauf 1899) und der Torpedoboote, ab 1930 mit dem Bau von Motortorpedobooten (unter der Tarnbezeichnung Schnellboote) und von Räumbooten (unter der Bezeichnung Sperrübungsfahrzeuge). (Die Ersatzbauten sind in der Liste den zu ersetzenden Kriegsschiffen Punkt für Punkt beigestellt.)
Eine ganze Flotte von U-Bootszerstörern, Leichten Minensuchbooten und Flachgehenden Räumbooten überließ die Marine in abgerüstetem Zustand dem Reichswasserschutz, von dem sie die Boote später zum Teil wieder zurück erwarb.

## Linienschiffe
- Zähringen - bis 1926 Wohnhulk, ab 1928 bis 1944 Zielschiff
- Preußen – 5. April 1929 gestrichen
- Lothringen – 31. März 1931 gestrichen
- Hannover – 31. März 1935 gestrichen
- Braunschweig – 1. Dezember 1921 bis 31. Januar 1926 in Dienst, 31. März 1931 gestrichen
- Elsass – 15. Februar 1924 bis 25. Februar 1930 in Dienst, 31. März 1931 gestrichen
- Hessen – 6. Januar 1925 bis 12. November 1934 in Dienst, 31. März 1935 gestrichen, 1937 bis 1945 als Zielschiff im Dienst
- Schleswig-Holstein – 1. Februar 1926 bis 21. März 1945 in Dienst
- Schlesien – 1. März 1927 bis 4. Mai 1945 in Dienst

### Ersatz: Panzerschiffe
- Panzerschiff A (1931) – 1. April 1933 Deutschland (Ersatz Preußen)
- Panzerschiff B (1933) – 12. November 1933 Admiral Scheer (Ersatz Braunschweig)

## Kleine Kreuzer
- Niobe – 24. Juni 1925 ausgemustert, jugoslawischer Kreuzer Dalmacija (1926–41), italienischer Kreuzer Cattaro (1941–43), deutscher Kreuzer Niobe, 19. Dezember 1943 gestrandet, 22. Dezember 1943 zerstört
- Thetis – 27. März 1929 gestrichen
- Medusa – 15. Januar 1930 gestrichen, Hulk in Wilhelmshaven, 1940–1945 schwimmende Flakbatterie
- Arcona – 15. Januar 1930 gestrichen, Hulk in Wilhelmshaven, 1940–45 schwimmende Flakbatterie
- Amazone – 31. März 1931 gestrichen, Wohnhulk in Bremen
- Nymphe – 31. März 1931 gestrichen, Abbruch
- Hamburg – September 1920 bis Juni 1927 im Dienst, 31. März 1931 gestrichen, Wohnhulk in Kiel
- Berlin – Juli 1922 bis 27. März 1929 im Dienst, 1935 Wohn- und Beischiff in Kiel

### Ersatz: Leichte Kreuzer
- Kreuzer A (1925) – 15. Oktober 1925 Emden (Ersatz Niobe)
- Kreuzer B (1927) – 17. April 1929 Königsberg (Ersatz Thetis)
- Kreuzer C (1927) – 6. November 1929 Karlsruhe (Ersatz Medusa)
- Kreuzer D (1928) – 15. Januar 1930 Köln (Ersatz Arcona)
- Kreuzer E (1929) – 8. Oktober 1931 Leipzig (Ersatz Amazone)
- Kreuzer F (1934) – 2. November 1935 Nürnberg (Ersatz Nymphe)

## Große Torpedoboote
- V 1 – 27. März 1929 ausgemustert
- V 2, V 3, V 5 – 18. November 1929 ausgemustert
- V 6 – 27. März 1929 ausgemustert
- G 7, G 8, G 10, G 11 – bis 1945 im Dienst
- S 18, S 19 – 31. März 1931 ausgemustert
- T 91, T 92, T 93 – 22. März 1921 ausgemustert
- S 23 – 1932 T 123, 1939 Fernlenkboot Komet
- T 175 – 23. September 1926 ausgemustert
- T 185 – 4. Oktober 1932 Fernlenkboot Blitz (II)
- T 190 – 1938 Versuchsboot Claus von Bevern
- T 196 – 1938 Führerboot F.d.M.

### Ersatz: Zerstörer
- Z 1 Leberecht Maass – 18. August 1935 Stapellauf, 1937 in Dienst
- Z 2 Georg Thiele – 18. August 1935 Stapellauf, 1937 in Dienst
- Z 3 Max Schultz – 30. November 1935 Stapellauf, 1937 in Dienst
- Z 4 Richard Beitzen – 30. November 1935 Stapellauf, 1937 in Dienst

## Torpedoboote
- T 139 – 3. August 1927 ausgemustert, Schnellschlepper Pfeil
- T 141 – 3. August 1927 ausgemustert, Schnellschlepper Blitz (I), 1933 verkauft.
- T 143 – 10. Mai 1927 ausgemustert
- T 144 – 8. Oktober 1928 ausgemustert
- T 146 – 8. Oktober 1928 ausgemustert
- T 148 – 8. Oktober 1928 ausgemustert
- T 149 – 16. Mai 1927 ausgemustert
- T 151 – 12. März 1937 ausgemustert, Schnellschlepper Comet
- T 152 – 31. März 1931 ausgemustert
- T 153 – 29. August 1938 E-Mess-Schulboot Eduard Jungmann
- T 154 – 8. Oktober 1928 ausgemustert
- T 155 – 1. Oktober 1936 Tender und TF-Boot
- T 156 – 1. Oktober 1936 TF-Boot
- T 157 – 1. Oktober 1936 TF-Boot
- T 158 – 1. Oktober 1936 TF-Boot
- T 168 – 8. Januar 1927 ausgemustert

### Ersatz: Torpedoboote
Torpedoboot 1923 (Raubvogel-Klasse)
- Möwe (Schiff, 1926)  – 1. Oktober 1926 in Dienst gestellt, 1944 +
- Seeadler (Schiff, 1927) – 1. Mai 1927 in Dienst gestellt, 1942 +
- Greif (Schiff, 1927) – 15. März 1927 in Dienst gestellt, 1944 +
- Albatros (Schiff, 1927) – 15. Mai 1927 in Dienst gestellt, 1940 im Oslofjord nach Gefecht auf Grund gelaufen und aufgegeben
- Kondor (Schiff) – 15. Juli 1927 in Dienst gestellt, 1944 +
- Falke (Schiff, 1927) – 1. August 1927 in Dienst gestellt, 1944 +

Torpedoboot 1924 (Raubtier-Klasse)
- Wolf (Schiff, 1928)  – 15. November 1928 in Dienst gestellt, 1941 +
- Iltis (Schiff, 1928) – 1. Oktober 1928 in Dienst gestellt, 1942 +
- Luchs (Schiff, 1929) – 15. April 1929 in Dienst gestellt, 1940 +
- Tiger (Schiff, 1929) – 15. Januar 1929 in Dienst gestellt, 1939 +
- Jaguar (Schiff, 1929) – 1. Juni 1929 in Dienst gestellt, 1944 +
- Leopard (Schiff, 1929) – 15. August 1929 in Dienst gestellt, 1940 +

## U-Bootszerstörer (UZ)
- UZ 23 – am 4. September 1922 aus der Liste der Kriegsschiffe gestrichen, 1923 nach Hamburg verkauft
- UZ 24 – am 4. September 1922 aus der Liste der Kriegsschiffe gestrichen, 1923 nach Hamburg verkauft
- UZ 25 – am 20. November 1920 aus der Liste der Kriegsschiffe gestrichen, 1923 verkauft
- UZ 26 – am 22. November 1920 aus der Liste der Kriegsschiffe gestrichen, 1923 verkauft
- UZ 27 – am 20. Februar 1936 aus der Liste der Kriegsschiffe gestrichen, als Schleswig an die SA-Gruppe Nordmark abgegeben
- UZ 28 – am 16. Mai 1934 aus der Liste der Kriegsschiffe gestrichen, an die SA-Standarte 77 (Berlin) abgegeben
- UZ 29 – am 20. Februar 1936 aus der Liste der Kriegsschiffe gestrichen, als Holstein an die SA-Gruppe Nordmark abgegeben
- UZ 30 – am 4. September 1922 aus der Liste der Kriegsschiffe gestrichen, Umbau zu Flugbetriebsboot Otto Lilienthal, 1927 Umbau zum Zollfahrzeug Hindenburg, 1934 beim Zoll Emden, 1950 verkauft
- UZ 31 – erst 1923 als Flugbetriebsboot Maria fertiggestellt, 1938 beim Seefliegerhorst Parow
- UZ 32
- UZ 33 – am 3. November 1920 aus der Liste der Kriegsschiffe gestrichen
- UZ 34 – ab Oktober 1920 Schulboot bei der Schiffsstammdivision der Ostsee, am 16. Mai 1934 aus der Liste der Kriegsschiffe gestrichen, als Nordmark an die SA-Gruppe Nordmark abgegeben, ab 22. August 1939 H 102 bei der Hafenschutzflottille Kiel und am 20. Oktober 1939 außer Dienst gestellt, am 5. April 1940 beim Sperrkommandanten Kiel wieder aktiviert, ab Juli 1942 DWo 42, ab 1. März 1943 nach Unfallschaden abgebrochen
- UZ 35 – ab Oktober 1920 Schulboot bei der Schiffsstammdivision der Nordsee, am 9. Juni 1933 aus der Liste der Kriegsschiffe gestrichen, am 21. Oktober 1922 nach Kiel verkauft

### Ersatz: Motortorpedoboote
Tarnbezeichnung: Schnellboote (S)
- UZ (S) 11 (ex Luer)  – 1928 als Versuchsboot an die Reichsmarine, 14. Juni 1930 aus der Liste der Kriegsschiffe gestrichen, dann an Luftwaffe als Flugbetriebsboot  FL D226 abgegeben, E-Stelle Travemünde, Juni 1941 beim Seefliegerhorst Travemünde im Einsatz
- UZ (S) 12 (ex K)  – 1929 RM Versuche, 31. März 1931 ausgemustert und verkauft
- UZ (S) 13 (ex Alma, ex Bertha, ex LM 20) – 1926 umgebaut, 31. März 1931 ausgemustert und verkauft
- UZ (S) 14 (ex Ruth, ex Bodo, ex LM 22) – 1926 umgebaut, 31. März 1931 ausgemustert und verkauft
- UZ (S) 15 (ex Moritz, ex LM 23) – 1926 umgebaut, 9. Juni 1933 ausgemustert und verkauft
- UZ (S) 16 (ex Lotte, ex LM 27 --> S 1) – 1926 umgebaut, 7. August 1930 ausgemustert und verkauft
- UZ (S) 17 (ex Ursula, ex LM 28) – 1926 umgebaut, 9. Juni 1933 ausgemustert und verkauft
- UZ (S) 18 (ex Narwal) – 1928 RM Versuche, 31. März 1931 ausgemustert und verkauft
- UZ (S )19 (ex Liesel, ex Lüsi 1) – 1930 in Dienst gestellt, 6. September 1932 ausgemustert und verkauft
- UZ (S) 20 (ex Max, ex LM 16) – 1926 umgebaut, 31. März 1931 ausgemustert und verkauft
- UZ (S) 21 (ex Siegfried, ex LM 21) – 1926 umgebaut, 9. Juni 1933 ausgemustert
- S 1 (ex LM 27, ex W 1) – 7. August 1930 als UZ S 16 in Dienst, ab 16. März 1932 als S 1, 10. Dezember 1936 an Spanien verkauft.
- S 2 (ex W 2) – Stapellauf am 1. Dezember 1931, ab 1. Januar 1932 S 2, 22. April 1932 in Dienst gestellt, am 10. Dezember 1936 aus der Liste der Kriegsschiffe gestrichen, dann an Spanien verkauft, dort Falange.
- S 3 (ex W 3) – Stapellauf am 10. Dezember 1931, ab 1. Januar 1932 S 3, 27. Mai 1932 in Dienst gestellt, am 10. Dezember 1936 aus der Liste der Kriegsschiffe gestrichen, dann im März 1937 gemeinsam mit S 5 an Spanien verkauft
- S 4 (1932) – 20. Juni 1932 in Dienst gestellt, 10. Dezember 1936 an Spanien verkauft.
- S 5 (1932) – 14. Juli 1932 in Dienst gestellt, 10. Dezember 1936 an Spanien verkauft.
- S 6 (1932) – 23. November 1933 in Dienst gestellt, 1937 an Spanien verkauft.
- S 7 (1933) – 10. Oktober 1934 in Dienst gestellt, 1945 britische Beute
- S 8 (1934) – 6. September 1934 in Dienst gestellt, 1945 Hulk in Eckernförde …
- S 9 (1934) – 12. Juni 1935 in Dienst gestellt, 1945 US-Beute
- S 10 (1934) – 7. März 1935 in Dienst gestellt, 1945 US-Beute
- S 11 (1934) – 3. August 1935 in Dienst gestellt, 1945 sowjetische Beute
- S 12 (1935) – 31. August 1935 in Dienst gestellt, 1945 US-Beute
- S 13 (1935) – 7. Dezember 1935 in Dienst gestellt, 1945 britische Beute

## Minensuchboote
- M 28 – 11. März 1929 Versuchsboot Pelikan, 1940 M 528
- M 38 – 20. Februar 1922 Wohnhulk K103Wb
- M 50 – 26. November 1937 Räumbootbegleitschiff Brommy, 1940 M 550
- M 57 – 1. Dezember 1922 Wohnboot in Kiel
- M 60 – 29. August 1938 Versuchsboot/Flottentender Hecht, 1940 M 560
- M 61 – 1. November 1938 TF-Boot
- M 66 – November 1937 Versuchsboot Störtebeker, 1940 M 566
- M 72 – 1. Oktober 1940 M 572
- M 75 – 1. Oktober 1940 M 575
- M 81 – 11. März 1929 Versuchsboot Nautilus, 1940 M 581
- M 82 – 11. März 1929 Geschwader-Tender Jagd, 1940 M 582
- M 84 – 1. Oktober 1940 M 584
- M 85 – 1. Oktober 1939 †
- M 89 – 26. Juli 1940 †
- M 98 – 1. Oktober 1940 M 598
- M 102 – 1. Oktober 1940 M 502
- M 104 – 1. Oktober 1940 M 504
- M 107 – 15. April 1939 Räumbootbegleitschiff Von der Groeben, 1940 M 507
- M 108 – 24. Oktober 1936 Artillerie-Schulboot Delphin, 1940 M 508, 1943 M 3600
- M 109 – 29. August 1938 Versuchsboot Johann Wittenborg, 2. Dezember 1938 Sundevall, 1. Oktober 1940 M 509
- M 110 – 1. Oktober 1940 M 510
- M 111 – 1. Oktober 1940 M 511
- M 113 – 8. Oktober 1936 U-Boot-Tender Acheron, 1940 M 513
- M 115 – 1. Oktober 1935 Versuchsboot Arkona, 1941 M 515
- M 116 – 1922 Wohnboot W1Wb
- M 117 – 1. Oktober 1940 M 517
- M 122 – 1. November 1938 Schnellbootbegleitschiff, 1940 M 522
- M 125 – 1922 Wohnboot W2Wb
- M 126 – 1. Oktober 1940 M 526, 27. April 1943 Räumbootbegleitschiff Alders
- M 129 – 29. August 1938 Versuchsboot Otto Braun, 1941 M 529
- M 130 – 12. Mai 1928 Artillerie-Schulboot Fuchs, 1940 M 530, 1943 M 3800
- M 132 – 13. November 1939 †
- M 133 – 11. März 1929 Tender Wacht, 24. August 1939 Räumbootbegleitschiff Raule, 1940 M 533
- M 134 – 11. März 1928 Tender Frauenlob, 1939 M 134, 1940 M 534, 1942 Räumbootbegleitschiff Jungingen
- M 135 – 5. Februar 1923 Flotten-Tender Hela, 1938 Gazelle, 1940 M 535
- M 136 – 1939 U-Boot-Tender Havel, 1940 +
- M 138 – 11. September 1924 Fischereischutzboot Zieten, später Räumbootbegleitschiff Nettelbeck, 1940 M 538
- M 145 – 1. Oktober 1940 M 545
- M 146 – 26. August 1933 Flottentender Taku, 1935 M 146, 1940 M 546, 1942 Räumbootbegleitschiff Von der Lippe
- M 157 – 28. Juni 1941 M 557

Flachgehende Minensuchboote
- FM 21 – 1920 Peilboot III, 1. Oktober 1928 verkauft
- FM 22 – 1920 Peilboot IV, 22. Juli 1927 verkauft,  Abbruch
- FM 24 – 29. April 1922 verkauft
- FM 25 – 29. April 1922 verkauft
- FM 26 – 1920 Peilboot VII, 22. Juli 1927 verkauft, Abbruch
- FM 29 – 8. Juni 1925 verkauft

### Ersatz: Räumboote
Tarnbezeichnung: Sperrübungsfahrzeuge
- R 1 (1931) – 20. April 1931 in Dienst gestellt, 1945 als Hulk in Eckernförde …
- R 2 (1933) – 1. November 1933 in Dienst gestellt, 1945 ausgemustert und br.
- R 3 (1932) – 11. Mai 1932 in Dienst gestellt, 1943 +
- R 4 (1932) – 25. Mai 1932 in Dienst gestellt, 1945 +
- R 5 (1932) – 18. Mai 1932 in Dienst gestellt, 1940 +
- R 6 (1933) – 29. September 1933 in Dienst gestellt, 1943 +
- R 7 (1933) – 30. September 1933 in Dienst gestellt, 1943 +
- R 8 (1934)   – 12. Januar 1934 in Dienst gestellt, 1945 +
- R 9 (1934)   – 11. April 1934 in Dienst gestellt, 1942 +
- R 10 (1934) – 9. Mai 1934 in Dienst gestellt, 1943 +
- R 11 (1934) – 27. Juni 1934 in Dienst gestellt, 1942 +
- R 12 (1934) – 28. Juni 1934 in Dienst gestellt, 1944 +
- R 13 (1934) – 19. Juli 1934 in Dienst gestellt, 1943 +
- R 14 (1934) – 6. September 1934 in Dienst gestellt, 1945 +
- R 15 (1934) – 3. Mai 1934 in Dienst gestellt, 1944 +
- R 16 (1934) – 23. Mai 1934 in Dienst gestellt, 1945 +
- R 17 (1935) – 26. Oktober 1935 in Dienst gestellt, 1940 + (Schlichting, Travemünde, Nr. 798; 36,9 m)
- R 18 (1935) – 29. August 1935 in Dienst gestellt, 1945 dän. Beute
- R 19 (1935) – 16. Oktober 1935 in Dienst gestellt, 1943 +
- R 20 (1935) – 14. Dezember 1935 in Dienst gestellt, 1944 +

## Segelschulschiff
- Niobe – 1921 gekauft, 26. Juli 1932 im Sturm gesunken

### Ersatz Segelschulschiff
- Gorch Fock – 27. Juni 1933 in Dienst gestellt, 1945 sowjetische Beute

## Tender und Bewacher
- Drache – 1919 Tender Kiel, Wilhelmshaven, 10.1922 Tender Schiffsartillerieschule (S.A.S.), 1928–1945 Artillerieschulboot
- Delphin – 2. Dezember 1921 Tender S.A.S., 3. Dezember 1925 ausgemustert, 1928 nach Peru verkauft
- Fuchs – 1. April 1922 Tender S.A.S., 1. Januar 1923 Stationstender N, 12. Mai 1928 ausgemustert, Abbruch
- Hay – 21. April 1922 Tender S.A.S., 4. Oktober 1932 ausgemustert, verkauft
- Nordsee (ex F 1) – 1922 …, 1939 SA-Marinebrigade 2, 1941–44 RM Verkehrsboot in Calais.
- Jagd (ex M 82) – 11. März 1929 Geschwader-Tender, 1940 M 582
- Wacht (ex M 133) – 11. März 1929 Flotten-Tender, 24. August 1939 Raule, 1940 M 533
- Frauenlob (ex M 134) – 11. März 1929 Flotten-Tender, 1939 M 134, 1940 M 534, 1942 Räumbootbegleitschiff Jungingen
- Hela (ex M 135) – 5. Februar 1923 Flotten-Tender, später Gazelle, 1940 M 535
- Taku (ex M 146) – 26. August 1933 Flotten-Tender, 1935 M 146, 1940 M 546, 1942 Räumbootbegleitschiff Von der Lippe

## Fischereischutz
- Meteor (ex Kanonenboot) – 1939 bis 1945 in Dienst
- Pelikan (ex M 28) – 1929 Versuchsboot, 1940 M 528
- Hecht (ex M 60) – 1938 Versuchsboot, 1940 M 560
- Nautilus (ex M 81) – 1929 Versuchsboot, 1940 M 581
- Frauenlob (ex M 134) – 1929 Tender, 1940 M 534
- Zieten (ex M 138) – später Räumbootbegleitschiff Nettelbeck, 1940 M 538
- Elbe (1931) – 1939–1945 Räumbootbegleitschiff
- Weser (1931) – 1939–1945 Räumbootbegleitschiff

## Vermessungsschiffe
- Panther – Vermessungen 1921–1926, 31. März 1931 ausgemustert
- Meteor – Vermessungen, Forschungen, Fischereischutz, 1924–1939, dann bis 1945 Fischereischutz

## Peilboote
- Peilboot I  (1911) – 16. Juni 1921 B.S.O., 31. März 1931 verkauft, Abbruch
- Peilboot II (1911) – 10. April 1920 K.B.A.W., 1931 Peilboot 2, 1938 Norderoog
- Peilboot III (ex FM 21) – 1. April 1922 B.S.O., 1. Oktober 1928 ausgemustert, verkauft
- Peilboot IV (ex FM 22) – 1. April 1922 B.S.O., 22. Juli 1927 verkauft, Abbruch
- Peilboot V (1912) – 10. April 1920 K.B.A.W., 1931 Peilboot 5, 1938 Süderoog
- Peilboot VI (1901) – 23. November 1921 ausgemustert, verkauft ? …
- Peilboot VII (ex FM 26) – 1. April 1922 B.S.O., 22. Juli 1927 verkauft, Abbruch

## Versuchsschiffe und -boote
- Nautilus (ex M 81) – 11. März 1929 Sperrwaffenversuchsboot, 1940 M 581
- Welle, Nachrichtenmittel-Versuchsschiff

## Reichswasserschutz
(Diese Einheiten waren abgerüstet und daher nicht mehr als Kriegsschiffe ausgewiesen.)
Flachgehende Minenräumboote:
- F 7  – 1920 RWS, 31. März 1931 – 1939 Marineschulboot Aegir,  September 1939: R 113
- F 10 – 1920 RWS, 1926 RM Verkehrsboot Wilhelmshaven, …
- F 11 – 1920 RWS, 31. März 1931 – 1945 Marineschulboot Odin.
- F 14 – 1920 RWS, 1925 Polizeiboot in Bremen, …
- F 15 – 1920 RWS, 1928 …
- F 17 – 1920 RWS, 1935 ausgemustert, …
- F 20 – 1920 RWS, 1931 ausgemustert, verkauft
- F 21 – 1920 RWS, 1928 …
- F 23 – 1920 RWS, 1931 Polizeiboot in Altona, …
- F 25 – 1920 RWS, 1929 Polizeiboot in Spandau, …
- F 27 – 1920 RWS, …
- F 34 – 1920 RWS, 1928 ausgemustert, verkauft
- F 37 – 1920 RWS, 1940 Hafenschutz H 532
- F 39 – 1920 RWS, 1929 ausgemustert, verkauft  (Schlichting, Travemünde, Nr. ?, 1917, 17,5 m Minenräumboot)
- F 43 – 1920 RWS, 1939 Hafenschutz H 107
- F 44 – 1920 RWS, 1928 …
- F 46 – 1920 RWS, 1931 ausgemustert, verkauft
- F 47 – 1920 RWS, 1928 …
- F 52 – 1920 RWS, 1928 RM Verkehrsboot Nordholz in Cuxhaven, 1931 ausgemustert, verkauft
- F 53 – 1920 RWS, 1928 ausgemustert, verkauft
- F 55 – 1920 RWS, 1932 ausgemustert, verkauft
- F 58 – 1920 RWS, 1925 noch in Dienst, …
- F 60 – 1920 RWS, 1925 noch in Dienst, …
- F 61 – 1920 RWS, 1931 noch in Dienst, …
- F 62 – 1920 RWS, 1931 ausgemustert, verkauft
- F 66 – 1924 RM Verkehrsboot Pollux in Wilhelmshaven, 1932 ausgemustert, verkauft
- F 68 – 1922 ausgemustert, verkauft
- F 70 – 1920 RWS, 1931 Polizeiboot in Stettin, …
- F 71 – 1920 RWS, 1931 ausgemustert, verkauft
- F 72 – 1924 RM Verkehrsboot Castor, 1932 ausgemustert, verkauft
- F 73 – 1924 RM Verkehrsboot Sirius in Cuxhaven, …
- F 75 – 1924 RM Verkehrsboot in Cuxhaven, 1926 …

Schnelle Motorboote mit Luftschiffmotoren:
- LM 27 – 1919, 1922 RWS-Abschnitt Küste, Bezirk Stettin Lotte, 1925 an Reichsmarine als UZ (S) 16 (s. o.)
- LM 28 – 1919, Velox, 1922 RWS-Abschnitt Binnenland-West, Bezirk Ems Ursula, 1926 an die Reichsmarine als UZ (S) 17 (s. o.)

U-Bootzerstörer:
- UZ 1  – am 22. Oktober 1920 aus der Liste der Kriegsschiffe gestrichen, RWS-Bezirk Emden, ab 1924 RWS Tilsit 10, 1928 als Zollboot vorgesehen, aber nicht umgebaut, im April 1929 für 2000 RM verkauft
- UZ 2  – am 16. September 1920 aus der Liste der Kriegsschiffe gestrichen, 1920 RWS, Hamburg 12, 1925 UZ 2, RWS-Bezirk Schleswig-Holstein, Kiel
- UZ 3  –  am 22. Oktober 1920 aus der Liste der Kriegsschiffe gestrichen, E 6, RWS-Bezirk Emden, 1922 RWS-Bezirk Schleswig-Holstein, Kiel
- UZ 11 – am 2. September 1920 aus der Liste der Kriegsschiffe gestrichen, E 15, RWS-Bezirk Emden, 1926 UZ 11
- UZ 13 – am 13. September 1920 aus der Liste der Kriegsschiffe gestrichen, B 12, RWS-Bezirk Bremen, 1925 RWS Bremen 1, 1927 Hagen, Zoll Zoll Swinemünde, 1932 Kiel bzw. Neustadt/Holstein, April 1940 H 105, Hafenschutzflottille Kiel, Juni 1943 DWo 61, Januar 1944 Vs 51, 1945 britische Kriegsbeute als RP 13, 1945 an Belgien verkauft
- UZ 14 – 1920 RWS, 1924 ausgemustert, an Zollbehörde abgegeben
- UZ 17 – 1920 RWS, …
- UZ 18 – 1920 RWS, 1927 ausgemustert, an SA abgegeben
- UZ 19 – 1920 RWS, 1927 …
- UZ 20 – 1920 RWS, 1923 ausgemustert, an NS-Sportverband abgegeben